# Havasi István (művelődésszervező)
Havasi István  (Gyula, 1936. december 25. – Gyula, 1993. április 18.) általános iskolai tanító, tanár, művelődésszervező, a Gyulai Várszínház első igazgatója.

## Életrajza
1936. december 25-én egy németvárosi család első gyermekeként született meg. Alapfokú tanulmányait is Gyulán végezte a katolikus egyházi iskolában.
A gyulai tanítóképzőben szerezte meg diplomáját. Ebben az időszakban ismerkedett meg a néptánccal, s az 1950-ben alakuló Béke Táncegyüttes alapító tagja lett. Adottságai, szorgalma nagyban hozzájárultak az együttes művészeti elképzelésének megvalósításához.
Tanítói pályafutását Csárdaszálláson tanyai tanítóként kezdte, majd Mezőberényben tanított. 1959-ben hazakerült Gyulára, az Erkel Ferenc Művelődési Ház vezetője lett, később népművelési felügyelőként is tevékenykedett. Fontos szerepe volt többek között a Gyulai Nyári Művésztelep 1960-as évek végi megtelepedésében.
1963-ban a Gyulai vár udvarán nagy közönségsiker mellett több hangversenyt rendeztek, és ezek fedték fel a várudvar kiváló akusztikai adottságait. Miszlay István, aki akkor a Békéscsabai Jókai Színház rendezője volt, álmodta meg a történelmi gyulai várban egy nyári színház ötletét. Havasi Istvánt 1964-ben kinevezték városi népművelési felügyelőnek, és egyben megbízták a Várszínház társadalmi igazgatójának is. Elévülhetetlen érdeme van abban, hogy a Gyulai Várszínházban fő cél a klasszikus és történelmi drámák bemutatása lett, egy igazi sokszínű alkotóműhely teremtődött meg, pályázatokkal és az ehhez szükséges működési feltételek megteremtésével. 1978-tól az önálló várszínház vezetője lett.
Nemcsak a magyar történelmi drámák nívós bemutató helye lett, hanem kiszélesítette a műfajok kínálatát az évtizedek alatt: opera, operett, musical, népzene, jazz, dráma, önálló estek jelentették a magas kulturális színvonalat. 29 évadot irányított és szervezett végig.
A színház harmincadik évadára készülve szíve felmondta a szolgálatot, 1993. április 18-án hirtelen meghalt.

## Emlékezete
- 1995-ben a város képviselő-testülete létrehozta a Havasi István-díjat, amelyet a várszínház kiemelkedő szereplőinek ítélnek oda évenként.

## Díjai, elismerései
- „Kiváló Polgár” címmel ismerte el városvezetés korszakalkotó munkáját.